# Związek gmin Rot-Tannheim
Związek gmin Rot-Tannheim – związek gmin (niem. Gemeindeverwaltungsverband) w Niemczech, w kraju związkowym Badenia-Wirtembergia, w rejencji Tybinga, w regionie Dpnau-Iller, w powiecie Biberach. Siedziba związku znajduje się w miejscowości Rot an der Rot.
Związek zrzesza dwie gminy wiejskie:
- Rot an der Rot, 4 423 mieszkańców, 63,46 km²
- Tannheim, 2 331 mieszkańców, 27,68 km²